# Cerkiew św. Paraskewy w Vyšnej Poliance
Cerkiew św. Paraskewy w Vyšnej Poliance – drewniana greckokatolicka cerkiew filialna zbudowana w 1919 w Vyšnej Poliance.

## Historia
Cerkiew powstała w 1919 na miejscu poprzedniej z 1810, zniszczonej podczas I wojny światowej. W latach 1950–95 nieczynna kultowo, użytkowana jako magazyn. Remontowana w latach 90. XX w. Ostatnia renowacja miała miejsce w 2004.

## Architektura i wyposażenie
To budowla drewniana konstrukcji zrębowej, dwudzielna. Prezbiterium kwadratowe, zamknięte prostokątnie. Szersza i dłuższa nawa. Wieża od frontu, osadzona na nawie, zwieńczona dachem namiotowym z krzyżem i dwoma dzwonami. Dach dwukalenicowy, kryty gontem. Kalenicę sanktuarium wieńczy niewielki ciekawie zdobiony krzyż.

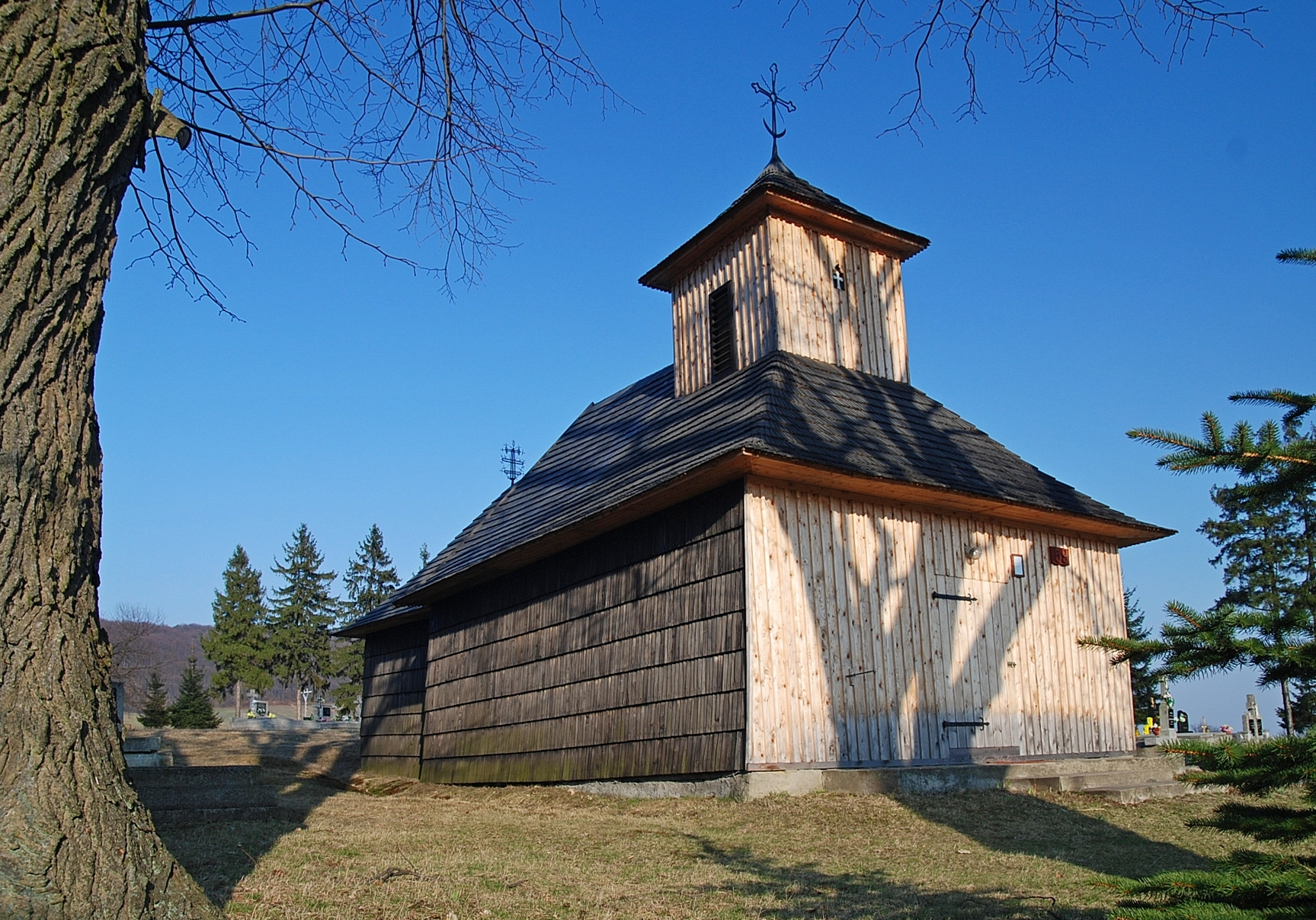
Elewacja frontowa
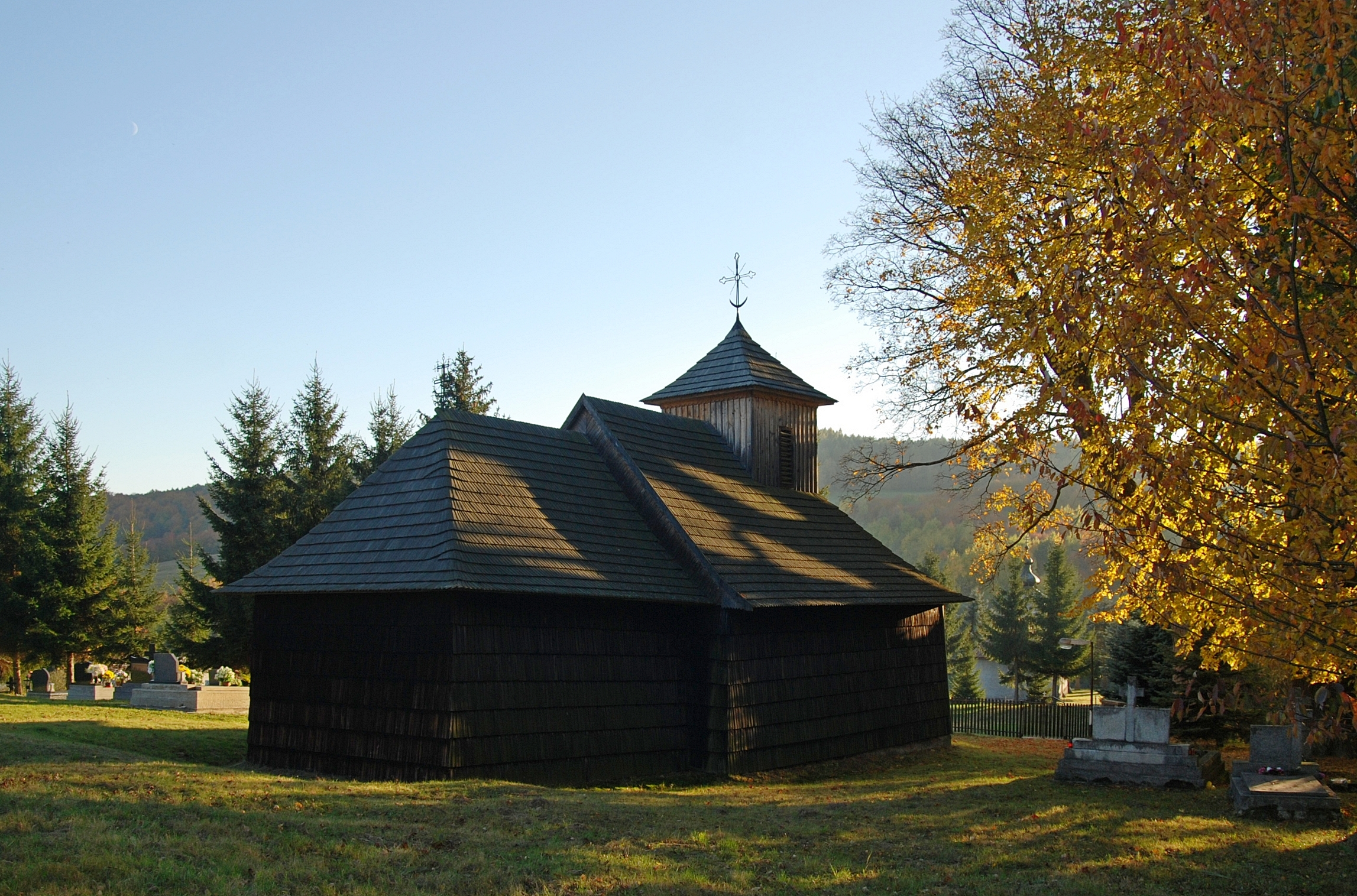
Widok od strony prezbiterium
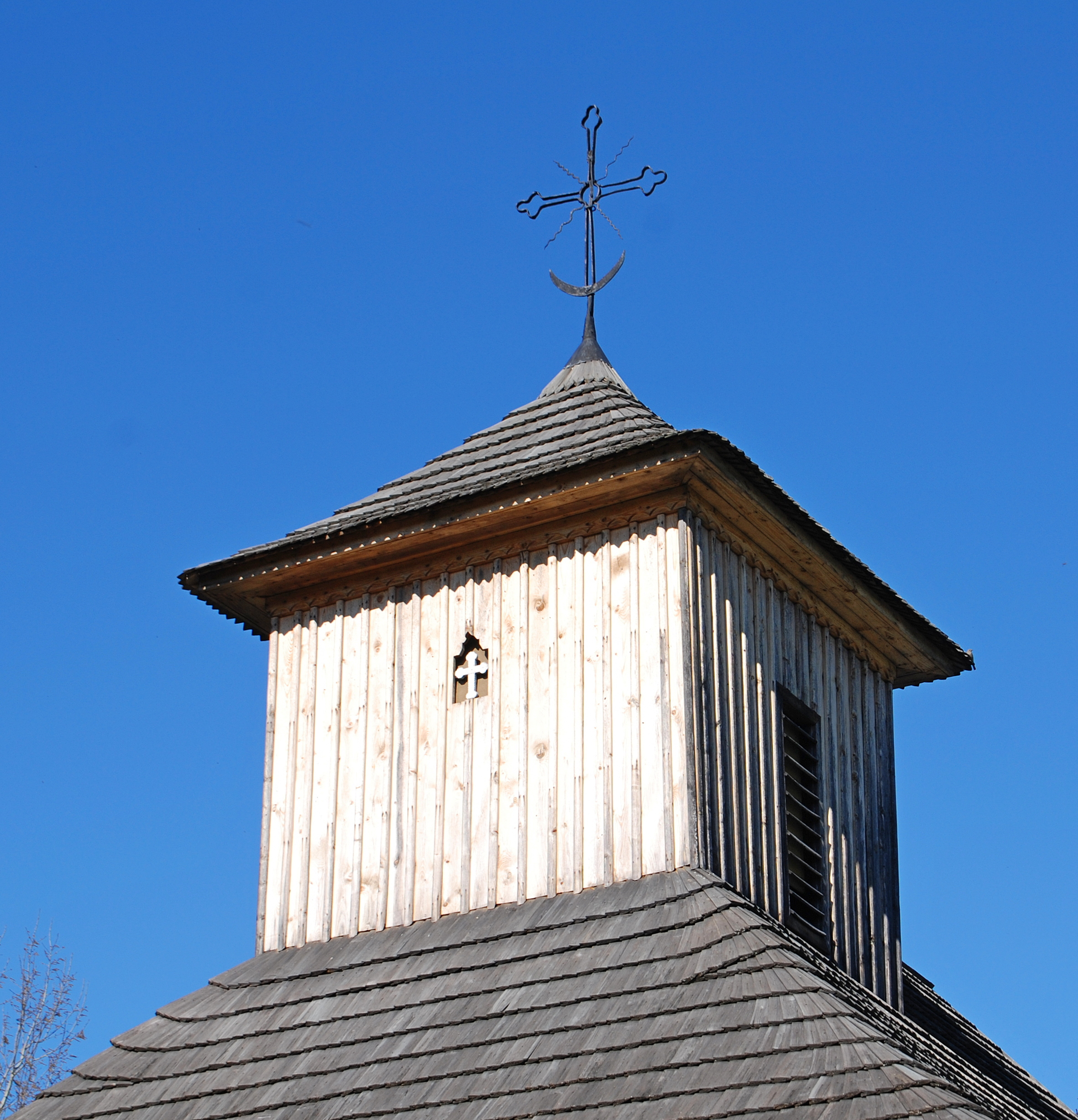
Zwieńczenie wieży